# Waldviertler Straße
Die Waldviertler Straße B 2 ist eine Landesstraße B und ehemalige Bundesstraße in Niederösterreich sowie Teil der Europastraße 49. Sie zweigt in Schöngrabern von der Weinviertler Straße (B 303) ab und führt auf einer Länge von 91 Kilometern über Horn zur tschechischen Grenze bei Neu-Nagelberg in der Gemeinde Brand-Nagelberg.
Die Strecke zwischen Horn und Neu-Nagelberg stellt einen Teil der alten Reichsstraße von Wien nach Prag dar, deren wohl berühmtester Benützer Mozart auf der Reise nach Prag war. Heute verläuft über diesen Abschnitt die Europastraße 49, welche zwischen Stockerau und Horn dem Verlauf der Horner Straße B 4 folgt.
Ende Juni 2011 wurde auf der Strecke Horn – Staatsgrenze/Neu-Nagelberg ein Durchfahrverbot für Lastkraftwagen über 3,5 Tonnen erlassen.

## Geschichte

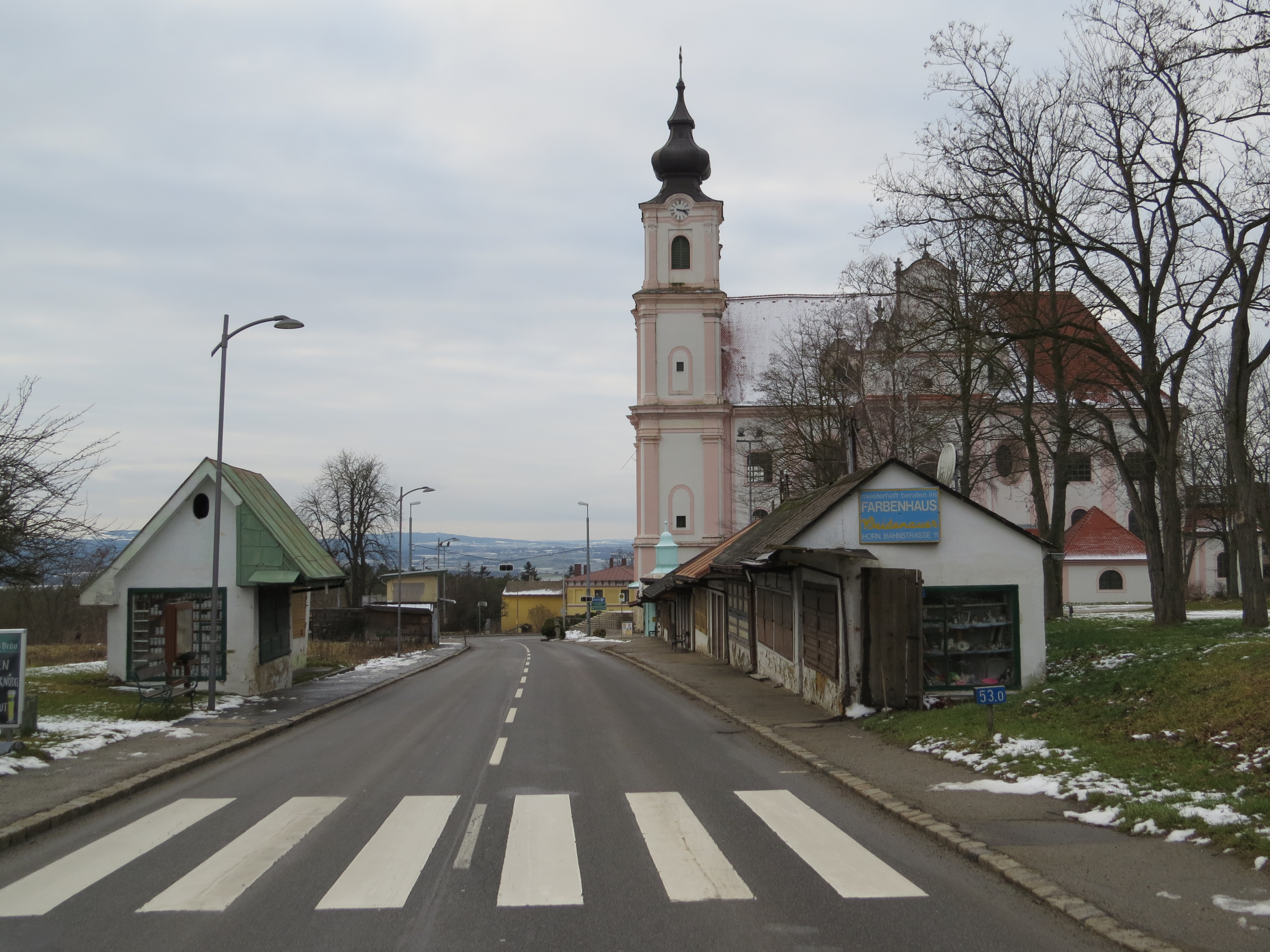
Die Waldviertler Straße bei Maria Dreieichen (Jänner 2018)

1834 besaß die Prager Reichsstraße neun Mautstationen in Schwarzbach, Schrems, Schwarzenau, Stegersbach, Göpfritz, Horn (an den beiden Stadttoren), Maissau und Weikersdorf, die der Staatskasse rund 16.000 Gulden einbrachten.
Die Horner Straße zwischen Stockerau und der Staatsgrenze bei Nagelberg gehörte zu den ehemaligen Reichsstraßen, die 1921 als Bundesstraßen übernommen wurden. Bis 1938 wurde die Horner Straße als B 3 bezeichnet, nach dem Anschluss Österreichs wurde die Horner Straße bis 1945 als Teil der Reichsstraße 170 geführt.
Die Eggenburger Straße zwischen Horn und Schöngrabern gehörte ab dem 1. Jänner 1950 zum Netz der Bundesstraßen in Österreich.
Gemäß Bundesstraßengesetz von 1971 sollte die Waldviertler Schnellstraße S 3 die Eggenburger und die Horner Straße ersetzen.
Bis 1999 wurde diese Straßennummer für die Strecke von Hollabrunn bis zur tschechischen Staatsgrenze bei Kleinhaugsdorf verwendet, welche Znaimer Straße genannt wurde. Diese ist nun ein Teil der B 303, während die heutige B 2 bis dahin zur B 303 gehörte.

## Verlauf
Schöngrabern, in der weiten Niederung des Göllersbachs gelegen, wird im westlichen flachen Hügelland des Weinviertels Richtung Tal der Schmida verlassen, die in Roseldorf passiert wird. Weiter westwärts geht es bei Eggenburg auf die Hochfläche des Waldviertels, namentlich nördlich des Manhartsberges. Hernach steigt die Waldviertler Straße wieder hinab in das Horner Becken, wo sie bei der Bezirkshauptstadt Horn auf die Horner Straße trifft. Die Straße steigt dann durch den Landstrich der Wild wieder auf die Hochfläche auf und gibt nach Göpfritz die Waidhofener Straße an die Tschechische Grenze über Waidhofen an der Thaya und Heidenreichstein ab. 
Bei Göpfritz kreuzt sie auch die von Eggenburg herauf nördlich der B2 auf der Hochfläche trassierte Franz-Josefs-Bahn. Nach zweimaliger Überbrückung der Thaya wird über Vitis Schrems erreicht, wo die Gmünder Straße abgegeben und schließlich bei Neu-Nagelberg, etwas nördlich der Lainsitz-Senke, die Staatsgrenze zu Tschechien erreicht wird.